# Baixão Velho
Baixão Velho é uma comunidade quilombola localizada no município de Seabra no estado brasileiro da Bahia.
A comunidades foi certificada pela Fundação Cultural Palmares (FCP) em 12 de setembro de 2005 sob o processo de número 54160.004666/2008-89.
Em 27 de setembro de 2014, a área de 3 817,7706 hectares foi titulada pela Coordenação de Desenvolvimento Agrário da Bahia (CDA-BA).